# Charlois

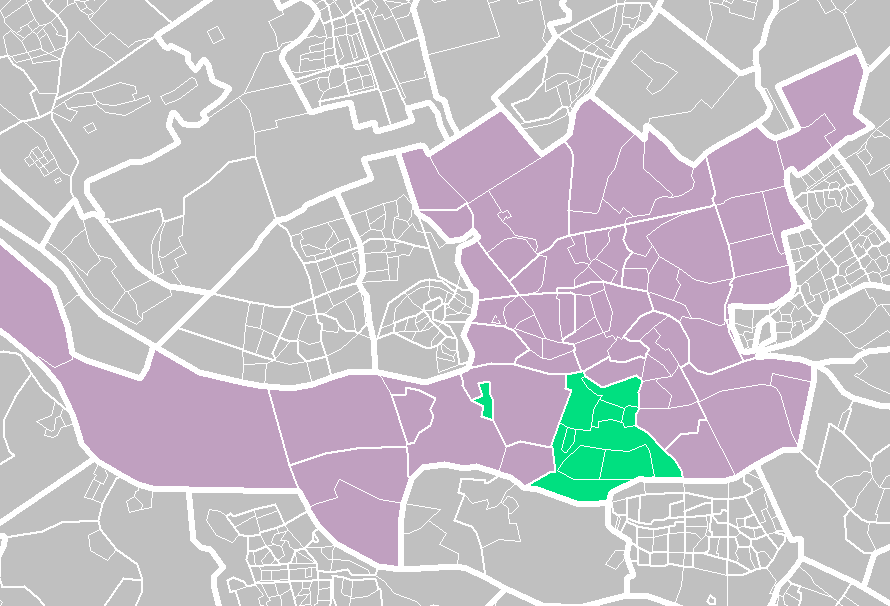
Charlois läge i kommunen.

Charlois (ˈʃɑrloːs) är en av Rotterdams fjorton kommundelar (bestuurscommissiegebieden, till 2014 deelgemeenten) och hade år 2004 66 000 invånare och en total area på 10 km².